# 吉田のうどん
吉田のうどん（よしだのうどん）は山梨県富士吉田市及び同市を含む山梨県郡内地方を中心として食べられている郷土料理のうどんである。硬くてコシが非常に強い麺とスリダネが特徴となっている。農林水産省が各地に伝わるふるさとの味の中から選定した「農山漁村の郷土料理百選」および、山梨県が次世代へ伝えていく郷土料理として選定した「やまなしの食」のひとつである。

## 歴史
山梨県の伝統的な粉食料理の中には「ほうとう」と、このうどんがある。これらは、富士吉田市及び郡内地域でも広く食されている。富士山北麓は、冷涼な気候、そして火山灰や溶岩に由来する水持ちの悪い土壌ゆえに稲作が困難だった。そのため山麓地域では「水掛麦」（厳寒期に畑の畝間に水を流すことで麦の凍結を防ぐ栽培方法）による麦作が行われ、伝統的に小麦を中心とした粉食料理が日常食とされていた。「吉田」の語源となっている富士吉田市は、海抜が650mから900mであり、年間平均気温が11度と冷涼であり、火山性の土壌のため稲作に適さなかった。代わって栽培されていた大麦、小麦を粉にして練ったすいとんを主食としていた。
江戸時代には富士講が隆盛を極め、北麓地域では吉田宿や河口宿など富士参詣者相手の御師町が成立、そのなかで参詣客を相手にうどんも売られ始めた。しかし専門の店舗を構えたものではなく、一般の居住用家屋を昼時だけ開放してうどんを供したといわれる。今でもその名残で、看板も暖簾も掲げない居住家屋の一階居間を利用した店舗が多く見られる。
また、江戸末期から昭和にかけて郡内地方における基幹産業は、女性が携わる養蚕や機織だった。一方、耕作地に恵まれない土地柄ゆえに男性はよその土地に行商に出て、生活の糧を得ていた。男性たちは、養蚕や機織で忙しい女性に代わって炊事を受け持ち、女性が機織りを止めずに食べられる昼食としてうどんを打った。さらにハレの飽食感を演出する必要性があり、男性の強い力で地粉をこねて、コシ、硬さ、太さに特徴を持つ吉田のうどんが育まれたと言われている。女性の炊事を避けたのは、水仕事による手荒れやあかぎれで、機織りで扱う糸の汚損を防ぐためもあった。

## 特徴

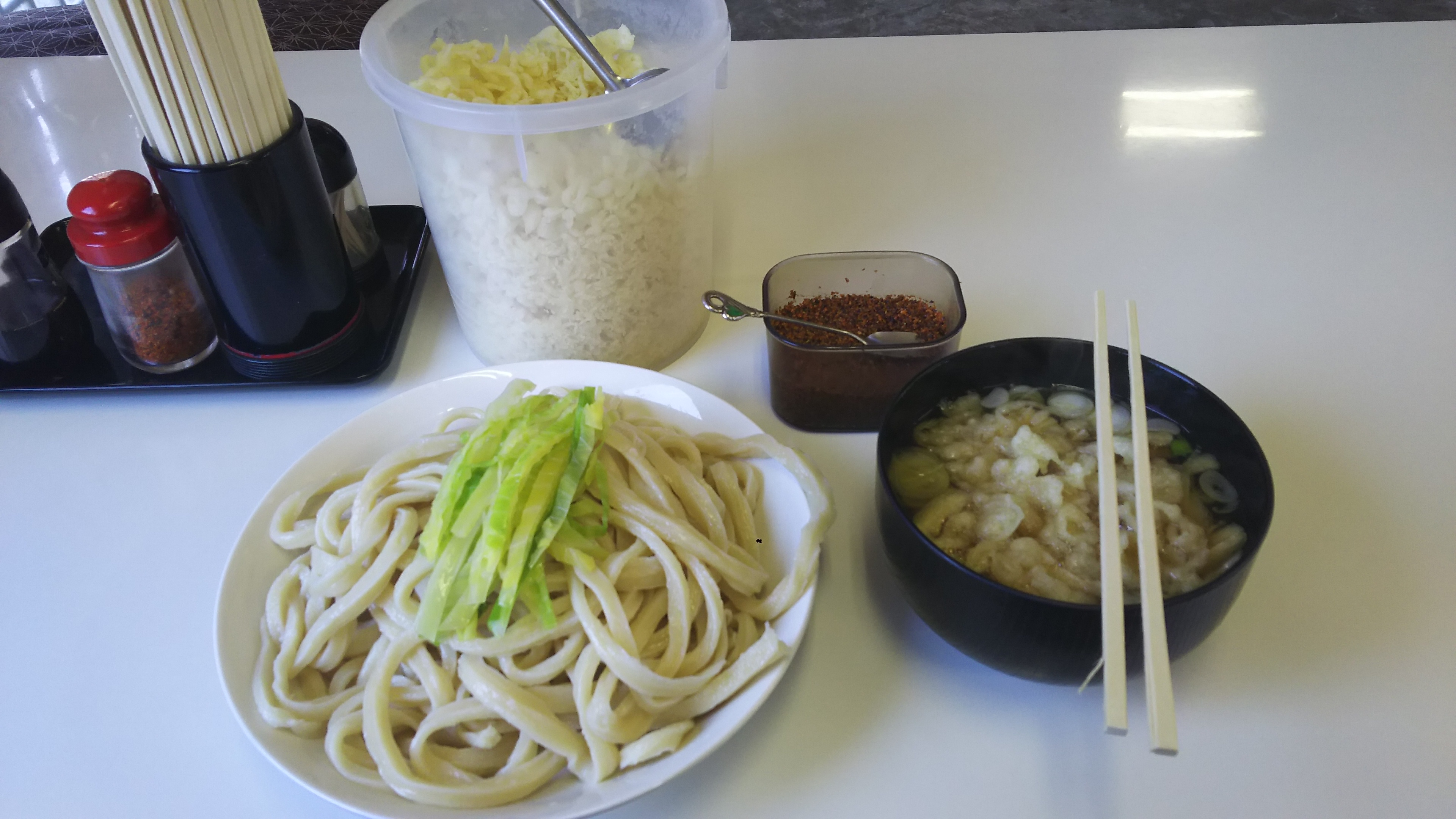
吉田のうどんの例。つけ麺。付け合わせは揚げ玉とキャベツ。つゆ椀奥にあるものがすりだね。すりだねは店舗ごとに作ることも多い。

### 麺
最も大きな特徴は、麺が硬く非常にコシが強いことである。この点はグルテンの生成によるコシが必要とされないほうとうに対して明確な差がある。
- 麺が太く断面は正方形に近いものが一般的である。しかし乱切りを是とする家・店も多い。
- 麺が非常に硬くコシがある。特に中心部に向かって硬い触感を残す傾向がある。一般のうどんは上あごや舌、唇、箸ではさんで千切ることができるが、吉田のうどんはしっかりと歯で噛まなければ切れない。なお、中には、柔らかく茹でる店もある。
- 手打ちの乱切りのため、茹で上がり後に緩くねじれて癖になるものが多い。前記の太さや硬さに加えて、このねじれが麺のボリュームをさらに大きくさせる。麺をつまんで持ち上げたとき、一般のうどんは自重で直線に垂れ下がるが、吉田のうどんはねじれや曲がりを残すものが多い[4]。

麺に使用する小麦粉は、他地域のうどんと大きな違いはないが、硬く仕上がる粉が好まれる傾向にある。また「地粉」を使用したり、手打ちをする店も多い。

### 汁
汁は煮干や椎茸の出汁がよく用いられる。醤油、味噌、醤油と味噌の合わせ味と、家・店によって違う。外観上も澄まし汁と味噌汁の中間といった感じを呈す。また汁に具として細切りや輪切りのニンジンやシイタケが多い。合わせ味は、醤油、味噌ともに大豆から作られることから「いとこ汁」と呼ばれる。最近は県外者の客の好みに合わせて削り節や昆布の味もある。家食の場合も基本的には、出汁と味付けは大きく変わらない。

### 付け合せ
茹でキャベツや油揚げと、甘辛く味付けされた肉には馬肉を用いることが多く（近年は豚肉の使用が多い）、トッピングにきんぴらごぼうを入れることもある。近年では、肉なしのうどんは安く提供し、肉を入れたうどんは「肉うどん」として別メニューにする店が多い。茹でキャベツを添えるのは桜井うどんが始めたとされる。
薬味には「すりだね」を用いる。これは赤唐辛子をベースにしてゴマや山椒を加えて油で炒めたもので、これも吉田のうどんと各店の特徴ともなっている。

## 食べ方
一般家庭では、冠婚葬祭時にうどんでもてなす習慣がある。その場合は煮あげた麺を大皿に盛り、銘々が箸で取り、手元のお椀に入った煮干や椎茸出汁の醤油味の温かい澄まし汁につけて食べる「つけ麺方式」が多い。
店舗にあるメニューで特徴的なものは、馬肉(稀には豚肉)を甘辛く煮たものを乗せた「肉うどん」、冷たい麺に冷たい汁を皿に満たした「冷やし」、温かい汁に冷たい麺をつけて食べる「つけ麺」などである。いずれも煮キャベツが具として入れられている。店舗によっては、つけ麺の麺を温めて汁が冷めないようにできるところもある。
なお、つけ麺で食べるときはお代わりをする前提で皿に麺が大量に盛られている。店舗の場合はつけ麺やかけうどんによらず一杯ごとのボリュームがあるために、お代わりを頼む人はそう多くない。また回数も控えめである。
また、茹でた麺を器にとり、茹で汁をそのままかけた「湯もり」という食べ方もある。この場合、鰹節等を上からかけた上、生醤油を回しかけて食べるのが一般的である。

## 店舗
5万人規模の富士吉田市には60軒以上のうどん店があり、およそ1000人に1軒の高い比率である。価格は一杯250円～500円と比較的安価である。その多くが、お昼（午後2時頃まで）のみの営業であり、日曜日は休みとなる。道の駅富士吉田の軽食コーナーや、市内各地で提供されている。近隣地域にも点在しているほか、甲府市など県内各地、東京都など遠隔地への出店例も見られる。
ふじよしだ観光振興サービスによる『うどんマップ』に掲載されている店は約50軒。後継者難で店数は減少傾向にあるが、一方で地元の山梨県立ひばりが丘高等学校うどん部が日曜日限定で店を出したり、吉田うどんの麺を使った洋食を提供する店が現れたりするといった新しい動きもある。

## 市販品
吉田のうどんをモチーフにした、カップ麺、セブンイレブンでのレンジアップおよび冷やし吉田のうどんなどが市販されている。

## 動画
吉田のうどんをPRするため、富士吉田市出身の武藤敬司出演の動画”ムトウ踊るマハラジャ”が地元の富士吉田市により制作されている。